# 北本正章
北本正章（きたもと まさあき、1949年―　）は、日本の教育学者、青山学院大学教授。
徳島県生まれ。青山学院大学文学部卒、1984年東京大学大学院教育学研究科博士課程単位取得満期退学。青山学院大学助教授、教授。専門は教育思想、家族史、社会史。英国を対象とする。
著書
- 『子ども観と教育の歴史図像学──新しい子ども学の基礎理論のために』（新曜社、2021.12）
- 中国語版『子ども観の社会史』(方明生訳)『儿童观的社会史——近代英国的共同体、家庭和儿童』(中華人民共和国: 上海教育出版、2020.6)
- 『子どもの世紀──表現された子どもと家族像』 (神宮輝夫・高田賢一・北本正章編著）　（ミネルヴァ書房, 2013.7）
- 『子ども観の社会史──近代イギリスの共同体・家族・子ども』（新曜社、1993.10）

## 翻訳
- 『世界子ども学大事典』ポーラ・S・ファス　（原書房、2016.12）
- 『概説　子ども観の社会史──ヨーロッパとアメリカにみる教育・福祉・国家』ヒュー・カニンガム　（新曜社、2013.11）
- 『マス・リテラシーの時代──近代ヨーロッパにおける読み書きの普及と教育』デイヴィド・ヴィンセント　（監訳）共訳者　岩下　誠、相澤真一、北田佳子、渡邊福太郎　（新曜社、2011.9）
- 『子どもの教育』ジョン・ロック　（原書房、2011.7）
- 『結婚観の歴史人類学──近代イギリス・1600年～現代』ジョン・R・ギリス（勁草書房、2006.2）
- 『再生産の歴史人類学──1300～1840年英国の恋愛・結婚・家族戦略』アラン･マクファーレン（勁草書房、1999.11）
- 『絵でよむ子どもの社会史──ヨーロッパとアメリカ・中世から近代へ』アニタ・ショルシュ（新曜社、1992.3）
- 『家族・性・結婚の社会史──1500年～1800年のイギリス』ローレンス・ストーン（勁草書房、1991.7）
- 『家族の構造・機能・感情──家族史研究の新展開』マイケル・アンダーソン（海鳴社、1988.9）
- 『<若者>の社会史──ヨーロッパにおける家族と年齢集団』ジョン・R・ギリス（新曜社、1985.1）